# Fritz Bauer (Ciclista)
Fritz Bauer (Charlottenburg, 9 de febrer de 1893 - 1982) fou un ciclista alemany, professional des del 1912 fins al 1933. Va competir tant en pista com en carretera.

## Palmarès en ruta
- 1915
  - 1r a la Berlín-Cottbus-Berlín
  - 1r a la Berlín-Hamburg
- 1916
  - 1r a la Berlín-Cottbus-Berlín

## Palmarès en pista
- 1922
  - 1r als Sis dies de Berlín (amb Karl Saldow)
- 1923
  - 1r als Sis dies de Berlín (amb Oskar Tietz)